# Мавање кумбаре
Мавање кумбаре је ритуал паљења обредних ватри током Белих поклада уочи почетка Великог (Васкршњег) поста, познатих и као Прочка, у Сиринићкој жупи на Косову и Метохији. Мавање кумбаре уписано је 21. децембар 2023. године у Национални регистар Нематеријалног културног наслеђа Србије.

## Прочка (Беле покладе)
Беле покладе су значајан православни празник који се обележава у недељу пред почетак Великог поста. Прослава овог празника укључује низ обичаја и ритуала који имају корене у предхришћанским веровањима. Последњи дан Беле недеље, назива се Беле или Сирене покладе. То је последњи дан када се у исхрани користи „бели мрс” а већ сутрадан се једе искључиво посна храна. Током Белих поклада, верници се припремају за пост кроз обреде прочишћења и опроштаја, а један од важнијих елемената је и паљење обредних ватри. Дан Белих поклада је тренутак међусобног праштања увреда и тражења опроштаја. Отуда се ове покладе  називају и Проштене покладе а Прочка код Срба у Сиринићкој жупи и другим местима на Косову и Метохији. Циљ овог обичаја је да се уђе у Часни пост без грехова. Тог дана приређује се богата гозба са „мрсним” јелима, посебно са „белим мрсом”, у локалном говору познато као „бела храна” по коме су ове покладе и добиле име. Ова јела обухватају: кувани купус са сланином, различите врсте пита (најчешће са купусом), сир, млечне производе, месо и месне прерађевине, и као обавезно јело, кувана јаја.
| „ | Прослава Прочке у Сиринићкој жупи садржи углавном све елементе ускршњег покладног ритуала који су забележени и у другим крајевима Косова и Метохије, али и широм целе Србије. Заједнички корен ових елемената представља уверење да се њиховим практиковањем може утицати на постизање добробити породице и друштвене заједнице, здравља, плодности и родности поља, људи и стоке, као и заштите од штете, злих сила и демона. | ” |

## Опис обичаја Мавање кумбаре
Нематеријално културно наслеђе Србије обухвата широк спектар обичаја, ритуала, фестивала и традиција које су се преносиле генерацијама. Један од најзанимљивијих обичаја је Мавање кумбаре, ритуал паљења обредних ватри током Белих поклада (познатих у Сиринићкој жупи и као Прочке). Сиринићка жупа је позната по својој богатој културној традицији. Ова регија, на Косову и Метохији, карактеристична по својим планинским пејзажима и руралним насељима, очувала је многе древне обичаје и ритуале. Мавање кумбаре је један од кључних обичаја који се преноси са генерације на генерацију и дубоко је укорењен у локалној заједници. Мавање кумбаре, познато и као Мавање, изводи се у недељу на дан Белих поклада. Основни аспект овог обичаја је паљење обредних ватри, које се називају кумбаре. Кумбара је бакља која се прави од лесковог штапа на чијем врху се направи расцеп у облику крста и „глава” од густо уплетних гранчица смреке или коре трешњиног дрвета, које имају улогу буктиње када се кумбара запали. Најчешће се праве веће кумбаре (дужине штапа два до три метра), а у мањем броју и кумбаре са краћим штаповима. Код већих кумбара „главе“ се праве од смреке, а на мањим, од коре трешњиног дрвета. Пречници „глава“ од смреке крећу се око пола метра (и већи), а од коре трешњиног дрвета до тридесет сантиметара. Обичај мавање одвија се у предвечерје, тако што се маше (на локалном дијалекту, маву или мавау) кумбарама испред кућа да би се касније мештани окупили у центру места и заједно наставили да га изводе. Мавање кумбаре је колективни обичај који укључује све чланове заједнице, од најмлађих до најстаријих. Сви учествују у припремама и извођењу ритуала, што доприноси јачању друштвених веза и очувању заједничке традиције. Ове ватре имају симболичко значење прочишћења и обнове, а њиховом паљењу претходи низ припремних и ритуалних активности.
| „ | Мавање кумбаре представља праксу паљење обредних ватри која се одвија као саставни део обичајно-обредних радњи у склопу празновања Белих поклада, односно Прочке, у Сиринићкој жупи. Назива се мавање кумбаре, или само мавање, а изводи се у недељу, на дан Белих поклада, у предвечерје. | ” |

### Припрема за Мавање кумбаре
Припреме за мавање кумбаре почињу неколико дана пре самог обреда. Становници прикупљају дрва и припремају места за паљење ватри. Ово укључује чишћење простора, прикупљање потребних материјала и организацију целокупног догађаја. Традицонално, свако домаћинство прави своје кумбаре, неколико недеља уочи Прочке. Готове, направљене кумбаре, потом се остављају да се суше како би зимзелене гране смреке, односно кора трешњиног дрвета, након паљења лакше гореле. На дан када се изводи Мавање кумбаре, оне се износе испред куће, где наслоњене на зид куће, обично поред улазних врата, стоје до предвечерја.

### Ритуал паљења ватри
На дан Белих поклада (Прочке), становници се окупљају у вечерњим сатима. Ритуал паљења кумбара укључује често молитве и песме. Ватре се пале на кључним местима у селу (насељу), често на брежуљцима или раскршћима, где могу бити видљиве из даљине. Окупљени мештани пале своје кумбаре индивидуално, формирајући тако већи број појединачних бакљи.

### Завршни чин Мавања кумбаре
Мавање кумбаре изводи се након паљења „главе”, тако што се врти у круг и разгорева бакља. Велике кумбаре мавају одрасли мушкарци а мале кумбаре деца. Мавање се одвија по махалама и улицама али завршни чин се одвија када се мештани окупе у већем броју, у центру места. Мавање се затим наставља и траје неколико минута, при чему свако мава своју кумбару кад пристигне на место окупљања. Када изгоре, кумбаре се односе кући и побадају у земљу, негде на имању.

### Симболика и веровање
Мавање кумбаре има дубоко симболичко значење. Ватра представља светлост и топлоту, али и прочишћење од зла и лоше среће. Према веровању, пламенови кумбаре терају зле силе и доносе благостање заједници. Овај обред је прилика за окупљање и јачање заједничког духа. Мавање кумбаре има кључну улогу у очувању културног идентитета Сиринићке жупе. Овај обичај није само део религијског календара, већ и део колективног памћења и идентитета локалне заједнице. Антрополошки посматрано, Мавање кумбаре представља архаични обичај са елементима аграрних и соларних култова. Паљење ватри уочи пролећа може се повезати са жељом за плодношћу земље и успешном сетвом. Обредне ватре симболизују рађање новог живота и обнављање природе након зимског периода. У многим културама, ватра је симбол обнове и прочишћења, а Мавање кумбаре следи ову универзалну симболику.
| „ | Употреба ватре у обредне сврхе, уопштено посматрано, феномен је древног порекла и датира још од праисторије, од доба када је на основу њених природних својстава (светлост, топлота) и значаја у животу људи човек ватри почео да указује религијско поштовање. Овакав однос према ватри у великој мери остао је непромењен и у потоњим епохама, захваљујући чему се код свих народа, па тако и код Срба, поштовање овог природног елемента развило у веома сложен и изди- ференциран култ. | ” |

## Упис у Национални регистар нематеријалног културног наслеђа Србије
Мавање кумбаре уписано је 21. децембра 2023. године у Национални регистар нематеријалног културног наслеђа Србије, одлуком о упису Националнoг комитет за нематеријално културно наслеђе на предлог Института за српску културу Приштина – Лепосавић из Лепосавића.